# كيكوال
الكيكوال (الاسم العلمي:Quisqualis) هي جنس نباتي يتبع الفصيلة القمبريطية من رتبة الآسيات.